# Molí del Marquès (Alfarràs)
Torre d'origen àrab, a l'entrada del congost de la Noguera Ribagorçana. Edifici d'una sola nau, amb una sèrie d'obertures inferiors per a permetre el pas de l'aigua. Es troba en el curs del canal de Pinyana. Al costat de l'edifici del molí hi ha la bassa retallada a la roca.
Una de les edificacions més singulars de la història del poble d'Alfarràs ha estat el molí. Documentat ja l'any 1153, es tractava d'un molí fariner de propietat senyorial. L'any 1601 la propietat, que havia anat canviant de mans, passà a la ciutat de Lleida i el 1678 fou recomprat pel I Marquès d'Alfarràs, Pere de Ribes, qui s'ocupà poc després d'ampliar-lo amb la construcció d'un molí bataner (draper).
Construït sobre la mateixa séquia major de Lleida disposava de 9 moles, un perpal de ferro per aixecar les moles i un torn per carregar sacs. També disposava de diferents coberts per guardar el blat, els animals de traginar, una sala pel moliner i els pagesos, i espais a les golfes pels estris del molí (ballestes, moles velles...).
El molí era de propietat jurisdiccional de la Baronia i obligava a moldre-hi a tots els seus vassalls. Per aquest fet, s'acostaven a Alfarràs fins i tot pagesos de pobles de la Franja com Tamarit de Llitera, Albelda o El Torricó per posar alguns exemples.
No fou fins a mitjans del segle xix que els veïns d'Alfarràs no es van plantejar construir un molí municipal. No obstant, la Junta de Sequiatge va posar traves a l'operació argumentant perjudicis al cabal del canal, fins al punt que aconseguiren paralitzar l'operació. Als anys 30 del segle XX es va ampliar l'edifici per allotjar una petita central hidroelèctrica per a ús particular, propietat del marquès d'Alfarràs, i posteriorment es va vincular a les Filatures Viladés. La central encara està en funcionament.